# Bát cương
Bát cương là một trong các nguyên lý trong chẩn đoán Đông y xuất xứ từ Trung Quốc. Bát cương gồm bốn cặp phạm trù:
- Biểu - Lý (表裡)
- Hàn - Nhiệt (寒熱)
- Hư - Thực (虛實)
- Âm - Dương (陰陽)